# Aérodrome régional d'Estevan
L'aérodrome régional d’Estevan est un aéroport situé en Saskatchewan, au Canada.